# Bambú Producciones
Bambú Producciones es una productora fundada en 2007 por Ramón Campos y Teresa Fernández-Valdés para desarrollar y producir proyectos de ficción y documentales para cine y televisión. En 2013 recibió uno de los Premios Nacionales de la Cultura Gallega, el de la categoría Creación Audiovisual, el Premio Iris de la Crítica 2017 de la Academia de Televisión y de las Ciencias y Artes de lo Audiovisual, el Premio Ondas Mejor Serie 2018, por Fariña  y el Premio Emmy Internacional a la mejor Telenovela 2024, por La Promesa.

## Trayectoria
La serie Guante blanco (2008, TVE)  fue la primera producción de Bambú, aunque sus fundadores habían creado antes también para la cadena pública Desaparecida (2007), y U.C.O. (Unidad Central Operativa, 2008-09), producidas por Ganga Producciones. Además, habían ideado A vida por diante (2006) y Padre Casares para la autonómica gallega TVG. Bautizaron a la empresa tomando el nombre de "Bambú", la canción de Miguel Bosé que sonaba en la radio del coche cuando tuvieron que escoger el nombre de la productora.
En 2010, repitieron con TVE con Gran Reserva (2010-2013) y saltaron a la privada Antena 3 con Hispania, la leyenda (2010-2012), Marco (2011-2012), Gran Hotel (2011-2013), que tuvo adaptaciones internacionales en EEUU, México, Egipto.., Imperium (2012) y Velvet (2014-2016). Esta fue todo un fenómeno y su capítulo final tuvo una parte de emisión en directo con los actores. Además, tuvo su secuela Velvet, colección (2017-2020), la primera serie de Bambú para una plataforma, Movistar.
En 2013 produjeron la primera diaria, Gran Reserva: El origen (2013) para TVE,  formato que repitieron para misma cadena pública con Seis hermanas (2015-2917), Dos vidas (2021-22) y La Promesa (2023- actualidad).
Siguieron en el grupo de Antena 3, con Refugiados (The refugees) (2015, La Sexta), Bajo sospecha (2015-2016), La embajada (2016), Tiempos de guerra (2017) y Fariña (2018), Esta ficción sobre el narcotráfico gallego basado en el ensayo periodístico Fariña, de Nacho Carretero, fue un éxito de audiencia, también muy premiada y supuso un antes y un después en la ficción española, por el tema y su factura. También para Antena 3 produjeron 45 revoluciones (2017), con Carlos Cuevas, y Nacho (2023, Atresplayer), sobre el actor porno español Nacho Vidal.
En 2015, con Refugiados (rodada en inglés, se abrieron a proyectos internacionales, que siguieron con En el corredor de la muerte (2019, Movistar+), Now and then, (2022), primera serie española de Apple TV, (grabada en EEUU) y Tierra de mujeres (2024), coproducida y protagonizada por Eva Longoria, aunque rodada en España. La actriz estadounidense ya produjo la versión de Gran Hotel en Estados Unidos en 2019.
En 2017 produjeron la primera ficción española de Netflix, Las Chicas del cable (2017-2020) plataforma con la que repetirían con Alta mar (2019-20), Jaguar  (2021) y El caso Asunta (2024), ficción sobre un true crime real que previamente afrontaron como docuserie, en 2016, para Antena 3.
En ese formato de docuserie, basadas en hecho reales repetirán con El caso Alcàsser (2019) y 800 metros (2022), ambas para Netflix. y Cómo cazar a un monstruo (2024, Amazon Prime), true crime sobre Lluís Gros, un pederasta condenado, dirigido por Carles Tamayo.
La productora ha sabido apostar por jóvenes talentos en las series, como Javier Rey, Amaia Salamanca, Megan Montaner, Marta Hazas o Paula Echevarría y por veteranos como como Concha Velasco (Gran Hotel, Bajo sospecha, Velvet, Traición y Las chicas del cable) y José Sacristán (Velvet,Tiempos de guerra, Velvet Colección, Alta mar y 13 exorcismos).
En 2014 empezó a producir cine, con El club de los incomprendidos, dirigida por Carlos Sedes, siendo El verano que vivimos (2020) y Un año, una noche (2022),  las que más repercusión han tenido.
En marzo de 2023, Teresa Fernández-Valdés abandona la productora, y en mayo de 2024, crea la suya propia, Te espero en Marte.
En 2024, estrena la diaria para TVE, Valle salvaje, ambientada en el reinado de Carlos III, el siglo XVIII y   anuncia la primera ficción para Mediaset, La Favorita 1922, serie de época con Verónica Sánchez y Luis Fernández, y otra para Netflix, también de época Manual para señoritas, con Nadia de Santiago y Álvaro Mel. Además, una ficción sobre la historia del partido Podemos,.
Y, de cine, prepara la coproducción de Rondallas, película de Daniel Sánchez Arévalo,  Vieja loca, de Martín Mauregui y La mitad de Ana, de Marta Nieto.

## Producciones

### Series de televisión
| Serie                       | Inicio                   | Final                    | Género           | Canal       | Temporadas                 | Estado     |
| --------------------------- | ------------------------ | ------------------------ | ---------------- | ----------- | -------------------------- | ---------- |
| Guante blanco               | 15 de octubre de 2008    | 31 de octubre de 2008    | Policial         | La 1        | 1 temporada, 8 capítulos   | Finalizada |
| Gran Reserva                | 15 de abril de 2010      | 29 de abril de 2013      | Suspense         | La 1        | 3 temporadas, 42 capítulos | Finalizada |
| Hispania, la leyenda        | 25 de octubre de 2010    | 25 de junio de 2012      | Drama histórico  | Antena 3    | 3 temporadas, 20 capítulos | Finalizada |
| Marco                       | 26 de diciembre de 2011  | 2 de enero de 2012       | Misterio         | Antena 3    | 1 temporada, 2 capítulos   | Finalizada |
| Gran Hotel                  | 4 de octubre de 2011     | 25 de junio de 2013      | Drama histórico  | Antena 3    | 3 temporadas, 39 capítulos | Finalizada |
| Imperium                    | 5 de septiembre de 2012  | 11 de octubre de 2012    | Drama histórico  | Antena 3    | 1 temporada, 6 capítulos   | Finalizada |
| Velvet                      | 17 de febrero de 2014    | 21 de diciembre de 2016  | Romance          | Antena 3    | 4 temporadas, 54 capítulos | Finalizada |
| Refugiados                  | 7 de mayo de 2015        | 15 de junio de 2015      | Suspense         | La Sexta    | 1 temporada, 8 capítulos   | Finalizada |
| Bajo sospecha               | 17 de febrero de 2015    | 17 de marzo de 2016      | Policial         | Antena 3    | 2 temporadas, 18 capítulos | Finalizada |
| La embajada                 | 25 de abril de 2016      | 11 de julio de 2016      | Suspense         | Antena 3    | 1 temporada, 11 capítulos  | Finalizada |
| Las chicas del cable        | 28 de abril de 2017      | 3 de julio de 2020       | Drama, Romance   | Netflix     | 5 temporadas, 42 capítulos | Finalizada |
| Tiempos de guerra           | 20 de septiembre de 2017 | 20 de diciembre de 2017  | Romance          | Antena 3    | 1 temporada, 13 capítulos  | Finalizada |
| Velvet Colección            | 21 de septiembre de 2017 | 12 de octubre de 2018    | Romance          | Movistar+   | 2 temporadas, 20 capítulos | Finalizada |
| Traición                    | 28 de noviembre de 2017  | 30 de enero de 2018      | Suspense         | La 1        | 1 temporada, 9 capítulos   | Finalizada |
| Fariña                      | 28 de febrero de 2018    | 9 de mayo de 2018        | Suspense         | Antena 3    | 1 temporada, 10 capítulos  | Finalizada |
| 45 revoluciones             | 18 de marzo de 2019      | 30 de mayo de 2019       | Drama, Romance   | Antena 3    | 1 temporada, 13 capítulos  | Finalizada |
| Instinto                    | 10 de mayo de 2019       | 10 de mayo de 2019       | Suspenso erótico | Movistar+   | 1 temporada, 8 capítulos   | Finalizada |
| Alta mar                    | 24 de mayo de 2019       | 7 de agosto de 2020      | Drama, Romance   | Netflix     | 3 temporadas, 22 capítulos | Finalizada |
| En el corredor de la muerte | 13 de septiembre de 2019 | 13 de septiembre de 2019 | Drama            | Movistar+   | 1 temporada, 8 capítulos   | Finalizada |
| Jaguar                      | 22 de septiembre de 2021 | 22 de septiembre de 2021 | Acción           | Netflix     | 1 temporada, 6 capítulos   | Finalizada |
| Now and Them                | 20 de mayo de 2022       | 24 de junio de 2022      | Suspense         | Apple TV+   | 1 temporada, 8 capítulos   | Finalizada |
| Un asunto privado           | 16 de septiembre de 2022 | 16 de septiembre de 2022 | Drama, Acción    | Prime Video | 1 temporada, 8 capítulos   | Finalizada |
| Nacho                       | 5 de marzo de 2023       | 23 de abril de 2023      | Drama biográfico | Atresplayer | 1 temporada, 8 capítulos   | Finalizada |
| El caso Asunta              | 26 de abril de 2024      | 26 de abril de 2024      | Drama, Suspense  | Netflix     | 1 temporada, 6 capítulos   | Finalizada |
| Tierra de mujeres           | 26 de junio de 2024      | 24 de julio de 2024      | Comedia, Drama   | Apple TV+   | 1 temporada, 6 capítulos   | Finalizada |
| La Favorita 1922            | 17 de marzo de 2025      | 7 de julio de 2025       | Drama, Romance   | Telecinco   | 2 temporadas, 16 capítulos | Finalizada |
| Manual para señoritas       | 28 de marzo de 2025      | 28 de marzo de 2025      | Drama, Romance   | Netflix     | 1 temporada, 8 capítulos   | Finalizada |

#### TV Movies
| Serie                                       | Fecha de emisión        | Género  | Canal     | Estado     |
| ------------------------------------------- | ----------------------- | ------- | --------- | ---------- |
| Velvet Colección: Una Navidad para recordar | 19 de diciembre de 2019 | Romance | Movistar+ | Finalizada |

#### Series diarias
| Serie                   | Inicio                   | Final                | Género         | Canal | Temporadas                  | Estado     |
| ----------------------- | ------------------------ | -------------------- | -------------- | ----- | --------------------------- | ---------- |
| Gran Reserva: El origen | 13 de mayo de 2013       | 23 de agosto de 2013 | Drama, Romance | La 1  | 1 temporada, 82 capítulos   | Finalizada |
| Seis hermanas           | 22 de abril de 2015      | 21 de abril de 2017  | Drama, Romance | La 1  | 3 temporadas, 489 capítulos | Finalizada |
| Dos vidas               | 25 de enero de 2021      | 8 de febrero de 2022 | Drama, Romance | La 1  | 1 temporada, 255 capítulos  | Finalizada |
| La promesa              | 12 de enero de 2023      |                      | Drama, Romance | La 1  |                             | En emisión |
| Valle salvaje           | 18 de septiembre de 2024 |                      | Drama, Romance | La 1  |                             | En emisión |

### Programas de televisión
- Cazadores de trolls (2017, La Sexta Docu-reality

### Cine
- El club de los incomprendidos ( 2014 ), dirigida por Carlos Sedes
- A pesar de todo (2019), dirigida por Gabriela Tagliavini.
- Malasaña 32 (2020), dirigida por Albert Pintó.
- El verano que vivimos (2020), dirigida por Carlos Sedes.[34]
- 13 Exorcismos (2022), dirigida por Jacobo Martínez.
- Un año, una noche (2022), dirigida por Isaki Lacuesta[35]

### Documentales
- Fraga y Fidel, sin embargo (2012).
- American Greyhounds (2010).
- Lo que la verdad esconde: El caso Asunta (2016). Docuserie de 3 capítulos, Antena 3
- El caso Alcàsser (2019) Docuserie de 5 capítulos, Netflix.
- 800 metros (2022) Docuserie de 3 episodios, Netflix.[36]
- Cómo cazar a un monstruo (2024). Docuserie de 3 episodios, Prime Video.[37]

## Premios y reconocimientos
- Nominados a los Premios del Festival de Televisión de Montecarlo 2012 a la categoría de Mejores Productores Internacionales (Ramón Campos y Teresa Fernández-Valdés).[38]
- Premio Iris de la Crítica 2017, otorgado por un jurado de críticos y periodistas especializados en televisión, "por su exitosa trayectoria en la ficción nacional, sabiendo abrirse a nuevos formatos, en abierto y en plataformas de pago,al mercado internacional y su apuesta por el talento femenino". El galardón forma parte los Premios Iris de la Academia de la Televisión.

### Fariña
- Premio Ondas Mejor Serie Española 2018.[39]
- Premio Fotogramas de Plata Mejor Serie Española 2018. También ganó en la categoría de mejor Actor de Series, su protagonista, Javier Rey.[40]
- Premio Feroz Mejor Serie Dramática 2017. Además del Premio en la categoría de mejor Protagonista (Javier Rey) y mejor Actor de reparto (Antonio Durán)

### Un año, una noche
- Premio Goya Mejor guion adaptado 2023 por Un año, una noche. También ganó el Premio Gaudí 2023 Guion adaptado, y los Premios Gaudi en las categorías de mejor Música Original, Mejor Sonido, Mejor Montaje y mejores Efectos visuales.

### La Promesa
- Premio FesTVal 2024, concedido por el FesTVal (Festival Nacional de Televisión de España), de Vitoria, por  "enganchar a la audiencia con unas tramas atractivas y sólidas que salpican una propuesta ambiciosa y arriesgada bien pensada para la franja que ocupa".[41]
- Premio Emmy Internacional a la mejor Telenovela 2024, galardón concedido anualmente por la Academia Internacional de la Televisión, las Artes y las Ciencias.[3]

### Valle salvaje
- Premio a la Mejor Serie de Emisión Diaria 2024 en la 23ª edición del Festival Internacional de Cine de Almería (FICAL) [42]